# Giovanni Battista Martini
Giovanni Battista (eller Giambattista) Martini, kallad Padre Martini, född den 24 april 1706 i Bologna, död där den 3 augusti 1784, var en italiensk musiklärd. 

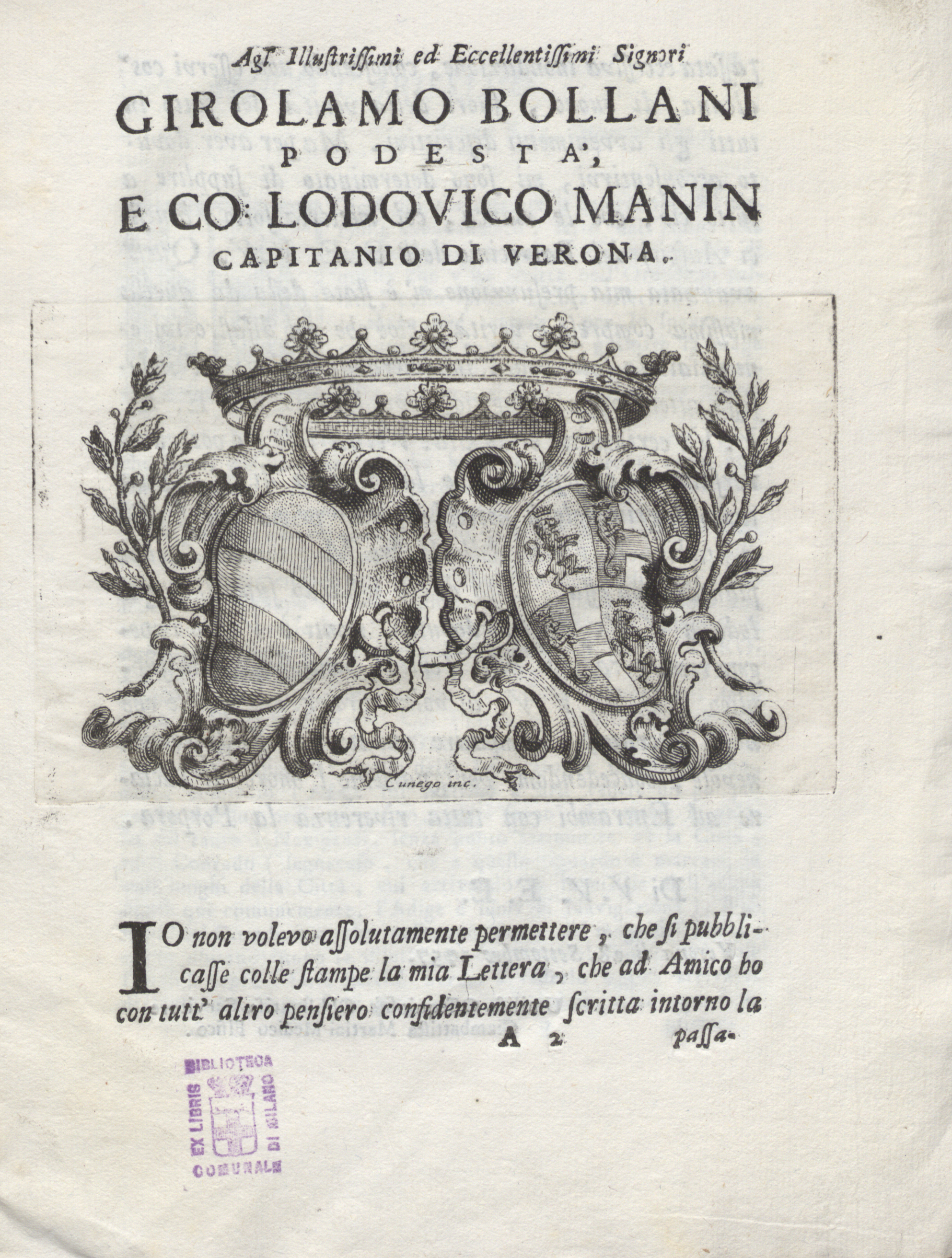
Lettera famigliare intorno l'inondazione di Verona, 1757.

Martini erhöll en omsorgsfull musikalisk uppfostran av sin far samt pater Predieri, kastraten Riccieri med flera. Sedan han 1721 inträtt i franciskanorden, blev han 1725 kapellmästare vid franciskankyrkan i Bologna, men fortsatte med musikaliska studier i umgänge med Perti och matematiska sådana för Zanotti. 
Så småningom kom Martini i anseende som den förnämsta musikhistoriska och teoretiska auktoriteten i Italien, och lärjungar strömmade till honom i mängd. Efter hans död kom en mindre del av hans ofantliga bibliotek till hovbiblioteket i Wien, det övriga till Liceo filarmonico i Bologna. 
Av hans kompositioner blev några litanior, antifonier, sångkanon, orgelsonater och kammarduetter tryckta; en del andlig musik stannade i manuskript. Bland hans teoretiska verk är de förnämsta: Storia della musica (3 band, 1757–1781), behandlande blott antiken, samt Esemplare ossia saggio fondamentale pratico di contrappunto (2 band, 1774–1775), en samling av mönsterexempel.